# Medgyes Károly
Medgyes Károly, 1911-ig Messinger (Budapest, 1874. szeptember 23. – Budapest, Terézváros, 1939. május 22.) bölcseleti doktor, vegyész, szabadalmi ügyvivő. Medgyes Simon ügyvéd, jogi szakíró és Medgyes Alajos építész testvére.

## Életútja
Messinger Ármin kereskedő és Steinhaus Anna fia. A budapesti V. kerületi reáliskolában tanult, majd a Magyar királyi József-műegyetemen folytatta tanulmányait, ahol 1894-ben oklevelet nyert. Egy évig ugyanott Ilosvay Lajos tanár laboratóriumában működött. 1897-ben a budapesti egyetemen avatták doktorrá. Ezután fél évig Knorre berlini tanár elektrokémiai laboratóriumában és másik fél évig Mannheimban egy kémiai gyárban folytatta tanulmányait. Ezt követően Liebermann berlini tanár laboratóriumában működött egy évig, eleinte mint hallgató, majd mind asszisztens. 1899-ben az első pesti spodium- és enyv-gyárba lépett be mint műszaki vegyész. Sírja a Fiumei úti Nemzeti Sírkertben található.
Cikkei a Berichte d. d. chem. Ges. (XXX. Ueber Natriumthyoselenid, magyarul a Mathem. és Term. Értekezések XV. kötetében 1897., Ueber Selenoarsenate; Ueber Moleculagrösse der Arsenamphide, Szarvasy Imrével együtt); a M. Chemicai Folyóiratban (III. Ólommentes mázakról, Egy újabb arzentelluridról, Szarvasy Imrével együtt, VI. A kaucsukról); a Trans. o. t. Chem. Soc.-ben (1899. A new compound on arsenic and tellurium, Szarvasy Imrével együtt).

## Munkája
- Seleno-Arsenatok natriumthyoselenid. Budapest, 1897 (Mathem. és Természettud. Értesítő XV. k. E munka kivonata a MTA III. osztályának 1897. március 15-én tartott ülésén mutattatott be).